# Castelfiorentino
Castelfiorentino là một đô thị ở tỉnh Firenze trong vùng Toscana, tọa lạc khoảng 30 km về phía tây nam của Florence. Tại thời điểm ngày 31 tháng 12 năm 2004, đô thị này có dân số 17.604 người và diện tích là 66,6 km².
Đô thị Castelfiorentino có các frazioni (các đơn vị cấp dưới, chủ yếu là các làng) Dogana, Castelnuovo d'Elsa, và Petrazzi.
Castelfiorentino giáp các đô thị sau: Certaldo, Empoli, Gambassi Terme, Montaione, Montespertoli, San Miniato.